# Île de l’Est
Die Île de l’Est (dt. „Insel des Ostens“) ist die östlichste und zweitgrößte Insel im Archipel der Crozetinseln im südlichen Indischen Ozean. Sie gehört zum französischen Überseeterritorium „Terres australes et antarctiques françaises“.

## Geographie
Die Île de l’Est liegt etwa 15 km von der Île de la Possession, der größten Insel der Inselgruppe, entfernt und ist von ihr durch den Canal des Orques getrennt. Die Insel ist in Ost-West-Richtung etwa 18 km lang, in Nord-Süd-Richtung etwa 10 km breit und weist dabei eine Fläche von etwa 130 km² auf. Sie erreicht eine Höhe von 1050 m über dem Meer und stellt somit die höchste Insel der gesamten Inselgruppe dar.

## Geschichte
Die Insel wurde am 24. Januar 1772 von Marc-Joseph Marion du Fresne entdeckt und ursprünglich Île Aride getauft. Ihm zu Ehren trägt die höchste Erhebung der Insel den Namen Mont Marion-Dufresne. Die Insel wurde in der Vergangenheit von Wal- und Robbenfängern aufgesucht, sie ist heute jedoch unbewohnt.